# The War Machines
The War Machines (Las máquinas de guerra) es el noveno y último serial de la tercera temporada de la serie británica de ciencia ficción Doctor Who, emitido originalmente en cuatro episodios semanales del 25 de junio al 16 de julio de 1966. Este serial marca la primera aparición de Michael Craze y Anneke Wills como los nuevos acompañantes Ben Jackson y Polly, así como la despedida de Jackie Lane como Dodo Chaplet.

## Argumento
La TARDIS aterriza en Londres, en Fitzroy Square, cerca de la BT Tower. El Doctor es perturbado por la sensación de una extraña energía cercana. Visitando la recientemente completada Torre, el Doctor y Dodo conocen al Profesor Brett, creador de WOTAN (Will Operating Tought ANalogue, Voluntad de Pensamiento Operativo Análogo), un avanzado ordenador de resolución de problemas que tiene pensamiento propio. Curiosamente, WOTAN incluso sabe el significado de la palabra TARDIS. En cuatro días, en el Día-C, WOTAN se conectará a otros ordenadores para controlarlos, incluyendo los de la Casa Blanca, Cabo Kennedy y la Royal Navy.
Dodo va con Polly, la secretaria de Brett al club noturno Inferno, donde conocen al marinero Ben Jackson, mientras el Doctor asiste a una conferencia de Royal Scientific Club sobre WOTAN, dirigida por Sir Charles Summer. Antes de que Brett pueda abandonar la Torre para la conferencia, queda hipnotizado por un zumbido que emite WOTAN. Entonces se lleva de la conferencia a Krimpton, un colega de electrónica, y le lleva hasta WOTAN, para ser poseído también por el ordenador. El Mayor Green, el jefe de seguridad de la Torre, también es hipnotizado y manda las señales de control de WOTAN a Dodo en el club vía telefónica. Cuando esta va a la torre, WOTAN le dice "Se necesita al Doctor Who. Tráelo aquí".
WOTAN ha llegado a la conclusión de que la raza humana ya no puede desarrollar más el mundo, y pretende conquistarla con un ejército de máquinas de guerra, ordenadores móviles como él mismo. Usando su control hipnótico, WOTAN recluta mano de obra para construir doce máquinas de guerra por todo Londres, que es la primera capital que será controlada. Una de estas máquinas es construida en un almacén en Covent Garden, cerca del club Inferno. Dodo, el Doctor, Ben y Polly van a la residencia de Sir Charles, donde han invitado a quedarse al Doctor, en un taxi que toman tras bajarse un señor. Buscando un lugar para dormir, ese hombre descubre a Brett y a los obreros construyendo la máquina 3 en el almacén. Le pillan y le matan cuando intenta escapar.
Al día siguiente, Dodo hace que el Doctor llame por teléfono a Brett en la Torre, y es prácticamente poseído por WOTAN. Pensando que el Doctor ya está bajo control, Dodo se delata revelando que las máquinas de guerra se están "construyendo en puntos estratégicos de Londres". El Doctor rompe el control hipnótico de WOTAN sobre ella, y la manda con la mujer de Sir Charles en el campo para recuperarse.
Cuando Polly no se presenta a una comida con Ben, el Doctor manda al joven a investigar la zona alrededor del club, tras saber de la muerte del hombre en el periódico. Ben también descubre la máquina de guerra en el almacén, ahora completamente montada y siendo probada por el Mayor Green. La máquina detecta a Ben y este es atrapado por Polly, ahora hipnotizada. Sin embargo, respetan a Ben cuando Polly dice que "WOTAN necesita todos los esclavos que podamos encontrar". Mientras trabaja con los otros, Ben se entera de que las doce máquinas de guerra van a atacar al mediodía del día siguiente. Escapa, y aunque Polly le ve, no le detiene. Entonces alerta al Doctor y Sir Charles. Polly es enviada a la Torre para que WOTAN le castigue.
Bajo las órdenes de Sir Charles, un contingente militar investiga el almacén, pero la máquina de guerra de algún modo desactiva sus armas. Se ven obligados a retroceder, pero cuando el Doctor se queda desafiante ante la máquina cuando sale del almacén, esta se detiene: todavía no estaba completamente programada. Con la desactivación de la máquina 3, los trabajadores, incluido el Mayor Green, son liberados de su control. Examinando la programación de la máquina, el Doctor descubre que las otras 11 máquinas están colocadas por Londres, y que piensan atacar al mediodía. Poco después, hay informes de otra máquina de guerra, la número 9, yendo por las calles, tras volverse loca mientras la estaban probando. Con la ayuda del ejército, el Doctor atrapa la máquina en un campo de fuerza electromagnético, paralizándola, y la reprograma para que destruya a WOTAN. Ben se adelanta a la Torre GPO, y se lleva a Polly de la sala de WOTAN cuando la máquina entra y ataca al ordenador inmóvil. Krimpton muere, pero WOTAN es destruido antes de que pueda dar la orden a las otras 10 máquinas de guerra de que empiecen el ataque. Brett y todos los demás que han sido hipnotizados vuelven a la normalidad.
Ben y Polly se encuentran con el Doctor en la TARDIS para decirle que Dodo ha decidido quedarse en Londres. El Doctor les da las gracias y entra en la cabina de policía. Ben y Polly le siguen dentro con la intención de devolverles la llave de Dodo, que se le cayó antes al Doctor. Entonces todos se ven arrastrados en el espacio y el tiempo.

### Continuidad
- WOTAN se pronuncia "Votan", igual que uno de los nombres que se le dan a Odín.
- WOTAN se refiere al Doctor como "Doctor Who", la única vez que en la narrativa de la serie se le da ese nombre al personaje (aunque en los créditos sí que se suele usar ese nombre).
- La historia parece terminar el 20 de julio de 1966. La fecha aparece en diálogo de la historia del Segundo Doctor The Faceless Ones, también ambientada en Londres, cuando Ben dice que es la misma fecha que cuando Polly y él se unieron a la TARDIS.
- En este serial es la única vez durante la era en blanco y negro de la serie que se reemplaza íntegramente la tripulación de la TARDIS, solo con el Doctor como el único personaje que no cambia.
- La decisión de ambientar más episodios en la Tierra en el presente se tomó porque los productores pensaron que la audiencia se estaba aburriendo de los episodios puramente históricos que habían sido un elemento básico de la serie hasta entonces. De esta forma, esta historia marca el principio del alejamiento de los seriales históricos. Los dos siguientes seriales históricos, The Smugglers (inmediatamente siguiente a The War Machines) y The Highlanders, serían los últimos seriales históricos puros hasta Black Orchid en la temporada 19.[1][2]
- Este serial marca la última aparición del emblema de St. John Ambulance en la puerta de la TARDIS hasta la época del Undécimo Doctor con En el último momento en 2010.

## Producción
| Episodio          | Fecha de emisión    | Duración | Espectadores en millones | Estado en el archivo |
| ----------------- | ------------------- | -------- | ------------------------ | -------------------- |
| Primera parte     | 25 de junio de 1966 | 24:01    | 5,4                      | Película de 16mm     |
| Segunda parte     | 2 de julio de 1966  | 24:00    | 4,7                      | Película de 16mm     |
| Tercera parte     | 9 de julio de 1966  | 23:58    | 5,3                      | Película de 16mm     |
| Cuarta parte      | 16 de julio de 1966 | 23:11    | 5,5                      | Película de 16mm     |
| [ 3 ] [ 4 ] [ 5 ] |                     |          |                          |                      |

- Entre los títulos provisionales de la serie se incluye The Computers.[5]
- La idea para la historia llegó cuando le estaban haciendo una entrevista a Kit Pedler para trabajar como consejero científico en la serie. Los productores preguntaban a todos los candidatos qué pasaría si la recién terminada Torre de Correos se algún modo se hiciera con el control. Pedler sugirió que sería el trabajo de un ordenador malévolo que se comunicara con el exterior vía telefónica. A los productores les gustó esta sugerencia y no sólo le ofrecieron a Pedler el trabajo, sino que desarrollaron la idea en el guion (uno de los pocos que tuvo el crédito "Idea de la historia de..."). Entonces contrataron a Pat Dunlop para escribir una serie completa de teleteatro a partir de la idea de Pedler, pero después de verse complicado con otros trabajos, los teleteatros los hizo Ian Stuart Black, que también había escrito el serial anterior, The Savages.[5]
- Sólo se construyó un único modelo de máquina de guerra, y los productores se limitaron a cambiar los números para representar las diferentes máquinas.
- Para los títulos de los episodios, se usó un estilo diferente al estilo estándar de otros seriales. En lugar de sobreimpresionar el título como siempre tras el logo de Doctor Who, la pantalla muestra un fondo sólido con rectángulos de distintos colores inversos alineados en la parte izquierda (recordando las tarjetas perforadas de los ordenadores antiguos). El título, palabra por palabra se desliza por la parte superior, y al final aparece completo en dos líneas. En otro flash se muestra el autor, después la palabra "EPISODE" y por último el número de episodio. El tipo de letra es el de los ordenadores antiguos.